# Helicosporium murinum
Helicosporium murinum är en svampart som beskrevs av Goos 1989. Helicosporium murinum ingår i släktet Helicosporium och familjen Tubeufiaceae.   Inga underarter finns listade i Catalogue of Life.